# Wärmespeicherheizung
Eine Wärmespeicherheizung ist die Kombination einer gewöhnlichen  Heizung mit einem Wärmespeicher. Sie dient prinzipiell dazu, in Zeiten des Wärmeüberschusses, etwa durch solarthermische Energie zu speichern und in Zeiten des Wärmemangels die gespeicherte Energie als Wärme nutzbar zu machen. Es muss unterschieden werden nach Überbrückung von tageszeitlichen und jahreszeitlichen Schwankungen.

## Tageszeitlich
Zur Überbrückung von tageszeitlichen Schwankungen dient meist ein Puffer, welcher eine genügend große Wärmekapazität für den Heizwärmebedarf eines Tages aufweist, wie auch bei der Nachtspeicherheizung.

## Jahreszeitlich
Die Überbrückung von jahreszeitlichen Schwankungen ist technisch sehr viel anspruchsvoller. Die Wärmespeicherheizung soll im Sommer die reichlich vorhandene Wärme speichern und im Winter wieder abgeben durch Saisonalspeicher bzw. Langzeitwärmespeicher. „Elf Pilotanlagen mit solarthermischen saisonalen Wärmespeichern wurden von 1995 bis 2008 realisiert und im Rahmen der Forschungsprogramme Solarthermie-2000 und Solarthermie2000plus wissenschaftlich begleitet.“ Solche Heizsysteme sind bereits sowohl für Einfamilienhäuser als auch für Mehrfamilienhäuser seit Jahren im Einsatz.

## Wirtschaftlichkeit
Die Wärmespeicherheizung ist mit hohem Platzbedarf und einer hohen Investition verbunden. Ökonomisch sinnvoll im Wohnungsbau ist die Wärmespeicherheizung nur in Verbindung mit einer exzellenten Wärmedämmung, die den Jahreswärmebedarf und damit die erforderliche Speicherkapazität gering hält. Unter dieser Voraussetzung ist sie im Langzeitbetrieb billiger als eine herkömmliche Heizungsanlage, da keine Energie zugeführt werden muss (außer ggf. für Umwälzpumpen).
Für ein herkömmliches Einfamilienhaus, welches nach Wärmeschutzverordnung von 1995 gebaut wurde, ist mit einem Jahreswärmebedarf von etwa 20000 kWh zu rechnen. Angenommen, der Speicher könnte in der Heizperiode nicht nachgeladen werden, wäre dafür bei einer "sensiblen" Wärmespeicherung ein Wassertank von ca. 500 m³ bzw. ein thermochemischer Wärmespeicher von 100 m³ notwendig. Selbst bei einem Niedrigenergiehaus ist bei einem Jahreswärmebedarf von etwa 7000 kWh ohne Nachladen ein Wassertank von 180 m³ bzw. ein thermochemischer Wärmespeicher von 35 m³ Volumen noch recht groß.
Mit immer günstiger verfügbaren Wärmedämmungstechniken für Gebäude und bei erhöhten Energiesparanforderungen werden Wärmespeicherheizungen zunehmend interessanter. Damit reduzieren sich gleichzeitig das damit noch nötige Speichervolumen saisonale Wärmespeicher und die damit verbundenen Kosten immer weiter.
Daher muss eine wirtschaftlich sinnvolle Balance zwischen Wärmedämmung und Speichervolumen gefunden werden. Da sich mit höheren Deckungsanteilen die Kosten überproportional erhöhen, kann sinnvollerweise auch nur jeweils einen Teil der Heizenergie durch Langzeitwärmespeicher bereitgestellt wird.